# 藤原誠
藤原 誠（ふじわら まこと、1947年5月11日 - 没年不明〈一説に2002年5月13日〉）は、日本の歌手。東京都府中出身。

## 来歴
東京都府中市に生まれる。小学校5年生よりフルートを習う。神奈川県立川崎高等学校時代にビッグバンドを組織。バンドの中心人物として活動を行っていたが、親の転勤により福岡県立小倉高等学校へ転校。
横浜国立大学工学部造船科へ進学。在学中には友人らと「KNACK」というバンド名でジャズ・ロックのコンボを組み、横須賀の米軍キャンプなどで演奏を行う。
1968年、グヤトーン全国ロックコンテスト優勝。翌年にはヤマハ・ライト・ミュージック・コンテストのロック部門で第2位を受賞。
学園紛争を逃れて大学4年生で中退。ナイトレストランでの弾き語り、スタジオでのフルート奏者をする傍ら、24歳の時に歌手デビューを果たす。
「和製エンゲルベルト・フンパーディンク」と称され、RCA（日本ビクター）から『長い旅の終わり』でレコードデビュー。オリコン・チャートで最高57位にランクインを果たし、ギャラップ新人賞を受賞。
その後、レコード会社を移籍しながら、2枚のオリジナルアルバムと9枚のシングルを残した。
歌手活動と並行して、CMソングやアニメ・特撮の主題歌も数多く担当。『超時空要塞マクロス』の主題歌「マクロス」（1982年）は第5回アニメグランプリ・アニメソング部門を受賞した。
没年は没年不明とされているが、一部の人物事典などでは肝臓ガンのため2002年5月13日没と記載されている。

## ディスコグラフィ

### シングル
| #               | 発売日      | A/B面 | タイトル                      | 作詞         | 作曲       | 編曲       | 規格品番  |
| RCA             | RCA         | RCA   | RCA                           | RCA          | RCA        | RCA        | RCA       |
| --------------- | ----------- | ----- | ----------------------------- | ------------ | ---------- | ---------- | --------- |
| 1               | 1972年 5月  | A面   | 長い旅の終り                  | 山上路夫     | 鈴木邦彦   | 青木望     | JRT-1218  |
| 1               | 1972年 5月  | B面   | ほほにきらめく涙              | 山上路夫     | 鈴木邦彦   | 青木望     | JRT-1218  |
| 2               | 1972年 10月 | A面   | 自由への道                    | たかたかし   | 鈴木邦彦   | 馬飼野康二 | JRT-1248  |
| 2               | 1972年 10月 | B面   | そして愛は終った              | うさみかつみ | 鈴木邦彦   | 青木望     | JRT-1248  |
| 3               | 1973年 3月  | A面   | 心からさよならを              | 門間裕       | 木森敏之   | 土持城夫   | JRT-1278  |
| 3               | 1973年 3月  | B面   | 誰れも俺を起こさないでくれ    | こうじはるか | 藤原誠     | 土持城夫   | JRT-1278  |
| 4               | 1973年 9月  | A面   | サバの女王                    | なかにし礼   | M.Laurent  | 土持城夫   | JRT-1304  |
| 4               | 1973年 9月  | B面   | 天使それとも悪魔              | 増永直子     | 都倉俊一   | 飯吉馨     | JRT-1304  |
| 5               | 1974年 4月  | A面   | お前が行く朝                  | 小椋佳       | 小椋佳     | 神保正明   | JRT-1344  |
| 5               | 1974年 4月  | B面   | それは想い出                  | こうじはるか | 藤原誠     | 青木望     | JRT-1344  |
| 6               | 1974年 8月  | A面   | 愛のページ                    | 千家和也     | 葵まさひこ | 葵まさひこ | JRT-1361  |
| 6               | 1974年 8月  | B面   | ラブ・チェーン                | 安井かずみ   | 葵まさひこ | 葵まさひこ | JRT-1361  |
| 7               | 1974年 12月 | A面   | 想い出のサン・ホゼ            | 鈴木道明     | 鈴木道明   | 前田憲男   | JRT-1391  |
| 7               | 1974年 12月 | B面   | 若者は帰らなかった            | 鈴木道明     | 鈴木道明   | 前田憲男   | JRT-1391  |
| 東芝EMI         |             |       |                               |              |            |            |           |
| 8               | 1977年 5月  | A面   | 五月のバラ                    | なかにし礼   | 川口真     | 川口真     | ETP-10193 |
| 8               | 1977年 5月  | B面   | 人生は浮き沈み                | 藤原誠       | 藤原誠     | 川口真     | ETP-10193 |
| BOURBON RECORDS |             |       |                               |              |            |            |           |
| 9               | 1980年 9月  | A面   | Mr.SMILE 男はいつも笑顔がいい | M.Bruno      | 大野雄二   | 大野雄二   | BMA-1051  |
| 9               | 1980年 9月  | B面   | フラッシュ・バック            | 佐藤龍一     | 藤原誠     | H.Loose    | BMA-1051  |

その他の楽曲　　　　　　　　　　　　
- 愛ある限り（日本歌謡祭'72クラップ・ユアハンズ賞受賞曲）（作詞：山口あかり　作曲：三保敬太郎）
- どこへ行けばいいのだろう（第5回ポピュラーソングコンテスト（1973年5月20日）エントリー曲）（作詞：山川啓介　作曲：梅垣達志）

### アニメ・特撮楽曲
- カムヒア! ダイターン3 -『無敵鋼人ダイターン3』主題歌（1978年）
- いつか黒船 -『テクノポリス21C』主題歌（1982年）
- ふりむけばラプソディー - 『テクノポリス21C』副主題歌（1982年）
- マクロス -『超時空要塞マクロス』主題歌（1983年）
- ランナー -『超時空要塞マクロス』エンディングテーマ（1983年）
- オチャカ校長のテーマ -『イタダキマン』挿入歌（1983年）
- おれとおまえはバイクロッサー -『兄弟拳バイクロッサー』挿入歌（1985年）
- ゴーゴー! ケンローダー -『兄弟拳バイクロッサー』挿入歌（1985年）

### CM楽曲
- めぐり逢い（資生堂）
- チョコラザーネ（エーザイ）
- 大きなソニー新発売（ソニー）
- ヤマハ、ステレオ（日本楽器製造）
- 『サンスイ聴きにこないか』（作詞：林春生、作編曲：鈴木宏昌）（山水電気）
- 『トヨタスプリンター』（作詞：電通2CR、作編曲：都倉俊一）（トヨタ自動車「スプリンター」）
- 『夜明けの若者』（作詞：荒木とよひさ、作曲：チト河内）（住友グループ）
- 『Mr. Smile 男はいつも笑顔がいい』（作詞：Marco Bruno、作・編曲：大野雄二）（丸井 ビサルノ）

### カバー楽曲
- レッツゴー!! ライダーキック - 『仮面ライダー』主題歌
- 仮面ライダーのうた - 『仮面ライダー』副主題歌
- ウルトラマンタロウ - 『ウルトラマンタロウ』主題歌
- アマゾンライダーここにあり - 『仮面ライダーアマゾン』主題歌
- 勇者ライディーン - 『勇者ライディーン』主題歌
- 仮面ライダーストロンガーのうた - 『仮面ライダーストロンガー』主題歌
- 進め!ゴレンジャー - 『秘密戦隊ゴレンジャー』主題歌
- ゴレンジャーストーム - 『秘密戦隊ゴレンジャー』挿入歌
- 不滅のマシン ゲッターロボ - 『ゲッターロボG』副主題歌
- 行くぞ! BD7 - 『少年探偵団』主題歌
- とべ! グレンダイザー - 『UFOロボ グレンダイザー』主題歌
- 大空魔竜ガイキング - 『大空魔竜ガイキング』主題歌
- 宇宙鉄人キョーダイン - 『宇宙鉄人キョーダイン』主題歌

## 参考
- LP『愛と自由の夜明け』及び『ポップスの世界』の各解説文、オムニバスアルバム『Our Time~SOFTROCK DRIVIN' EXTRA TRACKS』（ウルトラ・ヴァイヴ・2002年）ライナーノーツを参考に記載。